# Ahmed Safwat
Ahmed Safwat (arabisch أحمد صفوت, DMG Aḥmad Ṣafwat; * 6. Juni 1947 in Kairo; † 30. Juli 2003 ebenda) war ein ägyptischer Squashspieler.

## Karriere
Ahmed Safwat war in den 1970er- und 1980er-Jahren als Squashspieler aktiv. Im Januar 1978 erreichte er mit Rang neun seine höchste Platzierung in der Weltrangliste. Mit der ägyptischen Nationalmannschaft nahm er 1981, 1983 und 1985 an der Weltmeisterschaft teil. Zwischen 1976 und 1983 stand er viermal im Hauptfeld der Weltmeisterschaft im Einzel und erreichte dabei jedes Mal mindestens das Achtelfinale. 1981 erreichte er mit dem Viertelfinaleinzug sein bestes Resultat. Gegen Qamar Zaman verlor er in drei Sätzen. Bei den British Open zog er 1977 ins Halbfinale ein, in dem er Cam Nancarrow unterlag. Nach seiner Karriere war er als Trainer tätig, unter anderem in Hamburg, England und auch Ägypten.
Am 30. Juli 2003 verstarb er in seiner Geburtsstadt Kairo an einem Herzinfarkt, nachdem er bereits am Tag zuvor einen Infarkt überstanden hatte. Er war verheiratet mit einer Engländerin, das Paar hatte Kinder.